# Крюков Володимир Миколайович (веслувальник)
Володи́мир Микола́йович Крю́ков (рос. Владимир Николаевич Крюков; нар. 2 жовтня 1925, Москва, РРФСР, СРСР) — радянський академічний веслувальник, срібний призер Олімпійських ігор.
Заслужений майстер спорту СРСР.

## На Олімпійських іграх
У 1952 році на літніх Олімпійських іграх у Гельсінкі (Фінляндія) на змаганнях з академічного веслування посів друге місце у складі вісімки (з результатом 6:31.2).
У 1956 році на літніх Олімпійських іграх у Мельбурні (Австралія) на змаганнях з академічного веслування серед вісімок дістався півфіналу.